# Battaglia di Alessandro e Dario a Isso

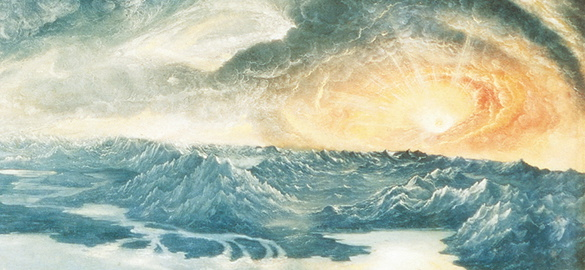
Dettaglio

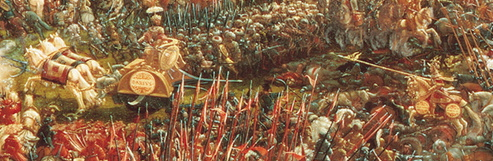
Alessandro Magno che insegue Dario

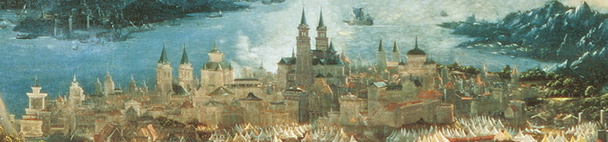
La città nello sfondo

La Battaglia di Alessandro e Dario a Isso è un dipinto a olio su tavola (158x120 cm) di Albrecht Altdorfer, databile al 1529 e conservato nell'Alte Pinakothek di Monaco. Vero capolavoro, non soltanto rappresenta un esempio importante di arte di guerra, ma da alcuni è stato inserito tra i più affascinanti paesaggi dell'intera storia dell'arte.

## Storia
Rallentata la carriera pittorica, nel corso degli anni venti Altdorfer, ormai raggiunta una certa stabilità economica e un notevole rango sociale, si dedicò prevalentemente ad altre attività, tra cui la politica, rivestendo vari incarichi per la sua città Ratisbona. Nel 1528 però rifiutò l'incarico di borgomastro perché aveva preso l'impegno di dipingere, per Guglielmo IV di Baviera, una grande tavola con la Battaglia di Isso, un tema storico destinato a decorare la propria residenza.
La tavola, che mostra la storica battaglia del 333 a.C. adombrando le guerre contemporanee contro i turchi ottomani, faceva parte di due serie di tavole per le quali il duca aveva chiamato vari pittori, riguardanti episodi storici su illustri eroi ed eroine dell'antichità. Sicuramente la tavola di Altdorfer è la più nota del ciclo e una delle più strabilianti opere del Rinascimento tedesco.

## Descrizione e stile
In uno straordinario paesaggio, visto a volo d'uccello e che si allontana a perdita d'occhio, si svolge la battaglia tra i greci di Alessandro Magno e i persiani di re Dario. Gli eserciti si scontrano nella parte bassa del dipinto, in un brulicare di figure, lance, armature e cavalli, che nonostante l'effetto da miniatura rimane perfettamente comprensibile. Si notano infatti i due schieramenti contrapposti, con movimenti opposti delle truppe che dai rispettivi accampamenti muovono verso lo scontro frontale. Alessandro, da destra, vestito di un'armatura dorata, si lancia all'inseguimento del cocchio di Dario, che tenta di fuggire verso sinistra.
La scena è ambientata in un paesaggio alpino che ricorda Salisburgo e i suoi dintorni. Con un'eccezionale evocazione suggestiva, l'artista, ispirandosi certamente alla produzione dei cartografi che proprio in Germania era particolarmente fiorente, dipinse uno spaccato da un punto di vista altissimo, con l'orizzonte che si curva per effetto della sfericità terrestre, dove la tradizionale prospettiva aerea è magnificata dal gioco di luci e ombre drammaticamente contrapposte che nasce per effetto dell'alba del sole, a oriente, e dell'alta luna visibile in alto a sinistra al culmine di un turbine cilindrico di nubi, come se fosse per uscire di scena: chiaro è il simbolismo legato ai due comandanti. La materia liquida dei laghi e aerea delle nubi viene esaltata di bagliori, riflessi e dalla variazione di lustro, ora lucido, ora opaco, con una disposizione ad arte che centra l'attenzione sul cartiglio al centro in alto. Esso, rosso su una massa di vibranti toni blu, si staglia sospeso a mezz'aria, come un'apparizione divina (non a caso il cerchio di nubi attorno ad esso ricorda la collocazione del Padre Eterno in tante pale d'altare), e chiarisce i termini epici della rappresentazione:
(L'iscrizione)
Dalla tabella, decorata da un nastro fiammeggiante, pende poi un cordone, che riporta l'occhio dello spettatore alla battaglia, in un moto circolare continuo sempre ravvivato dalla scoperta di nuovi dettagli.